# Wapen van Veenendaal
Het wapen van Veenendaal is op 11 september 1816 bevestigd als zijnde in gebruik door de gemeente Veenendaal. Per 18 september 2012 mag de gemeente het wapen met kroon voeren, dit naar aanleiding van het bezoek van de koninklijke familie in verband met Koninginnedag 2012. Na afloop van het bezoek heeft de gemeente Veenendaal koningin Beatrix verzocht om de gemeente een kroon voor op het wapen te verlenen.
Bij deze gelegenheid heeft de Hoge Raad van Adel zich gebaseerd op de beschrijving en niet op de tekening van het oude wapen. Omdat in de beschrijving niet stond vermeld dat het om een omgewend schip ging (dat heraldisch naar links vaart, dus voor de toeschouwer naar rechts) en de Hoge Raad de beschrijving, die bij Koninklijk Besluit was vastgelegd, wenste te handhaven, is het schip op het wapendiploma in de gebruikelijke richting (dus niet omgewend) getekend. Wanneer men echter de oude zegelafdrukken bekijkt dan is te zien dat de afbeelding juist was en in de beschrijving men in 1816 vergeten was te vermelden dat het om een omgewend schip ging.

## Geschiedenis

Kollegie van Veenraden van Veenendaal

Het wapen is voort gekomen uit het wapen van het in 1563 opgerichte Veenraadschap der Geldersche en Stichtsche Veenen, de voorloper van de gemeente Veenendaal. Tot eind 18e eeuw voerde het Veenraadschap een turfschip op het wapen, dit werd vervangen door de huidige driemaster. Waarom het turfschip is vervangen door de getuigde driemaster is niet bekend, er wordt vermoed dat men het turfschip te min zou vinden voor een gemeentewapen.

## Blazoen
De beschrijving van het wapen van Veenendaal luidt als volgt:
Van lazuur beladen met een schip met volle zeilen op een zee, alles van goud.
Nota bene
- Het wapen is dus blauw van kleur met daarop een gouden zee en schip. Het schip vaart met volle zeilen.
- Niet vermeld is dat het schip is omgewend, dat wil zeggen, heraldisch gezien naar links vaart.

Per 18 september 2012 luidt het vernieuwde blazoen:
In azuur een schip met volle zeilen, varende op een zee, alles van goud. Het schild gedekt met een gouden kroon van drie bladeren en twee parels.
Nota bene
- De beschrijving van het wapen is gelijk gebleven aan het voorgaande. Het enige verschil is nu dat er een kroon op het wapen staat. De kroon die het wapen dekt is een zogenoemde gemeente- of gravenkroon.
- De tekening vertoont een schip dat heraldisch gezien naar rechts vaart, gelijk aan de beschrijving. Het vaart in tegengestelde richting ten opzichte van het schip in het oude wapen.